# Mắm ruốc

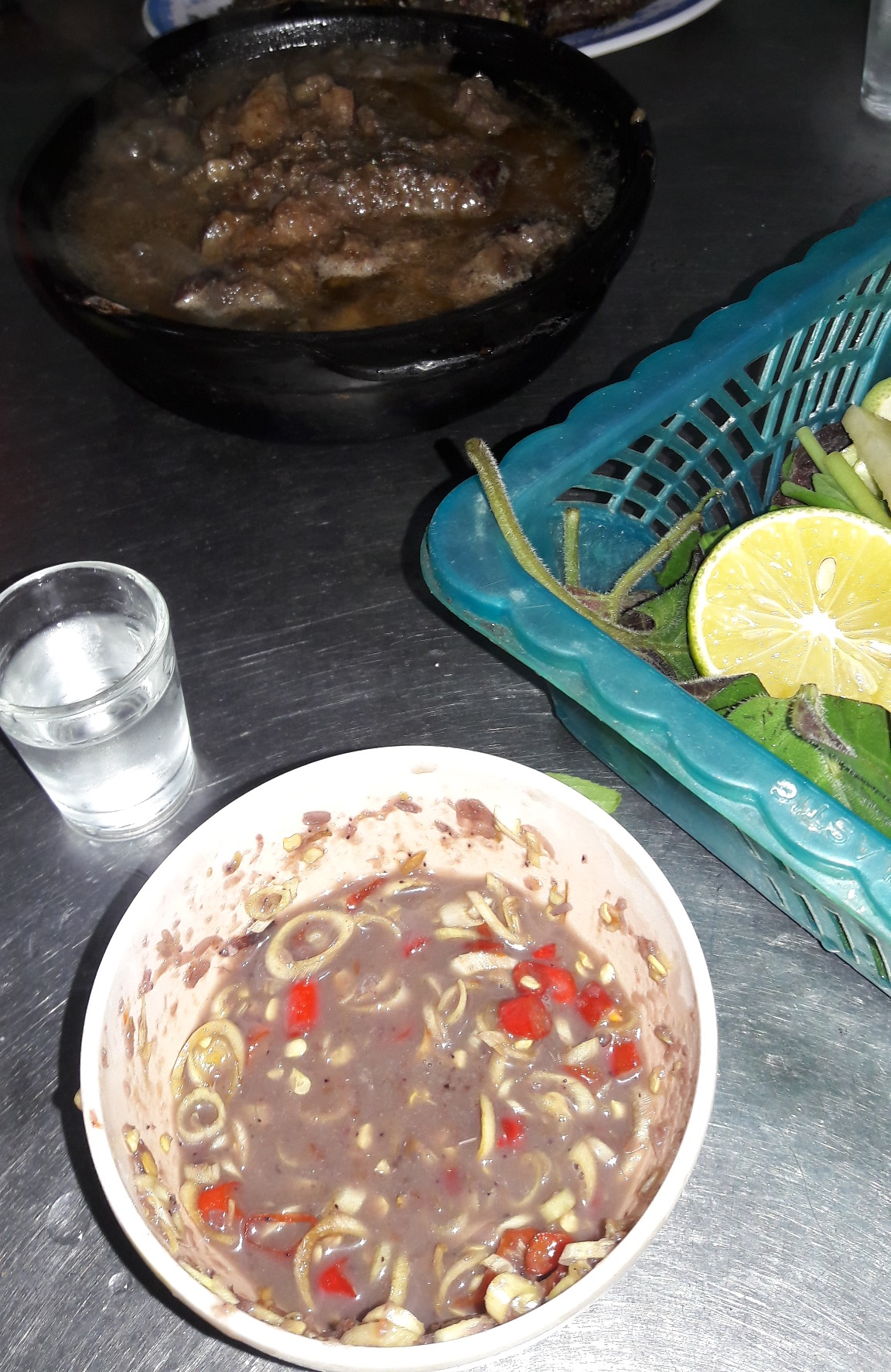
Một chén mắm ruốc tại chợ Bình Long

Mắm ruốc là một dạng mắm làm từ ruốc (một loài tôm nhỏ thuộc chi Acetes thuộc họ Sergestidae, bộ Decapoda). Tuy nhiên, màu sắc và mùi vị của mắm ruốc không giống với mắm tôm. Mắm ruốc không tanh bằng mắm tôm, có thể pha thêm nước khi làm nước chấm và có thể dùng làm gia vị khi nấu canh rau tại các nước Đông Nam Á và miền nam Trung Quốc. Ấn Độ và Nhật Bản cũng có loại "mắm ruốc" gọi là "jawla" (tiếng Marathi) và "aki ami/hon ami" (tiếng Nhật).

## Cách làm
Mắm ruốc được chọn từ ruốc tươi, to con đem xào sơ với một ít muối hạt. Để vài giờ cho ruốc ngấm muối rồi rải đều ra nong nia, sân xi măng thật sạch, phơi tãi chừng một giờ rồi cho vào cối đá quết thật nhuyễn với muối trắng mịn theo công thức 3 ruốc 1 muối. Xong, cho ra rổ rá, bên dưới có thau, chậu, xoong, nồi hứng nước ruốc rong xuống. Dặt dẽ cho bằng, rắc thêm một lớp mỏng muối bột, đậy vải, ni lông cho kín kẻo ruồi muỗi đẻ vào. Để chừng mươi ngày, mắm lên men chua, thấy ruốc từ màu tím bầm chuyển sang màu đỏ tươi và dậy mùi thơm là mắm đã chín, ăn được. Muốn ruốc thật thơm ngon cần thêm gia vị. Gia vị chủ yếu của mắm ruốc là gừng, riềng giã nhỏ, vắt một ít nước chanh là vừa. Mắm ruốc để ăn không với cơm cũng ngon. Muốn chấm rau, cho thêm ít nước sôi hoặc nước cơm cho loãng ra là có một thứ nước chấm rất đặc trưng của vùng biển.